# Pedro Joaquín Chamorro Cardenal
Pedro Joaquín Chamorro Cardenal (ur. 24 sierpnia 1924 w Granadzie, zm. 10 stycznia 1978 w Managui) – nikaraguański dziennikarz, wydawca prasowy i działacz polityczny; wieloletni przywódca opozycji przeciw dyktaturze rodziny Somozów; od 1952 wydawca odziedziczonego po ojcu lewicowego dziennika La Prensa; od 1974 założyciel i przewodniczący Demokratycznego Związku Wyzwolenia; mąż Violety Chamorro.
Został zamordowany przez najemników Anastosio Somozy Debayle. Samochód, w którym siedziało trzech zamachowców, zepchnął auto Chamorro na pobocze, po czym do dziennikarza oddano serię strzałów z broni maszynowej, trafiając go aż 18 razy. Rząd Somozy potępił morderstwo i zapowiedział odnalezienie sprawców, lecz stanowisko to zostało przez społeczeństwo przyjęte z nieufnością. Kiedy trumnę z ciałem Chamorro przenoszono ze szpitala do jego domu w dniu 10 stycznia 1978, szło za nią 50 tysięcy obywateli. 11 stycznia w ceremonii pogrzebowej wzięło udział 30 000 żałobników. Wieczorem na ulice Managui wylegli demonstranci, którzy zaczęli podpalać budynki i samochody, rabować sklepy i obrzucać kamieniami policjantów, żołnierzy i strażaków. Organizacje handlowe i związki zawodowe wspólnie ogłosiły strajk generalny, żądając rzetelnego śledztwa, kilka partii natomiast domagało się dymisji Somozy. Śmierć Chamorro przyczyniła się do zjednoczenia różnych nikaraguańskich organizacji opozycyjnych, a następnie do rewolucji pod wodzą FSLN, która obaliła znienawidzonego przez rodaków prezydenta, bezskutecznie próbującego opanować sytuację w kraju masowymi represjami, a jednocześnie obietnicami przyszłych reform.